# Danh sách tập phim Shin – Cậu bé bút chì (2022–nay)
Đây là danh sách các tập phim Shin – Cậu bé bút chì bắt đầu phát sóng từ năm 2022 đến nay.

## Danh sách tập
| Lưu ý | Lưu ý | Lưu ý | Lưu ý | Lưu ý | Lưu ý |
| --- | ----- | ----- | ----- | ----- | ----- |
| Tên của các tập phim bằng tiếng Việt trong bài viết này không phải là tên chính thức do chưa có đơn vị truyền thông nào tại Việt Nam mua bản quyền phát sóng cũng như không có bản dịch chính thức nên tên của các tập phim bằng tiếng Việt chỉ là tạm thời |       |       |       |       |       |

### 2022
| #      | Tên tập phim | Ngày phát sóng gốc   |
| ------ | --- | -------------------- |
| 1113   | "Chiến lược mua quà lưu niệm của bố (2012) <chiếu lại>" (tiếng Nhật: 父ちゃんのお土産大作戦だゾ（2012年）〈再〉)"Mẹ Misae Muốn Dọn Dẹp" (tiếng Nhật: かたづけたい母ちゃんだゾ)"Đại Chiến Freestyle Rapper Thành Phố Kasukabe #1" (tiếng Nhật: フリースタイルしんちゃん カスカベのラッパー#1) | 8 tháng 1 năm 2022   |
| 1114   | "Đi đến một suối nước nóng bí mật (2016) <chiếu lại>" (tiếng Nhật: 秘湯に行くゾ（2016年）〈再〉)"Đại Chiến Freestyle Rapper Thành Phố Kasukabe #2" (tiếng Nhật: フリースタイルしんちゃん カスカベのラッパー#2)                                                                               | 15 tháng 1 năm 2022  |
| 1115   | "Đi Câu Cá Ốt Me (2014) <chiếu lại>" (tiếng Nhật: ワカサギ釣りだゾ（2014年）〈再〉)"Ai đã làm hư chiếc ô?" (tiếng Nhật: カサを壊したのはダレ?だゾ)"Đại Chiến Freestyle Rapper Thành Phố Kasukabe #3" (tiếng Nhật: フリースタイルしんちゃん カスカベのラッパー#3)                             | 22 tháng 1 năm 2022  |
| 1116   | "Tớ muốn nhìn mặt Bác hàng xóm (2016) <chiếu lại>" (tiếng Nhật: 隣のおじさんの顔が見たいゾ（2016年）〈再〉)"Đi bộ cùng chị gái" (tiếng Nhật: おねい散歩だゾ)"Khuôn mặt của Kazama-kun là như thế nào?" (tiếng Nhật: 風間くんてどんな顔?だゾ)                                                 | 29 tháng 1 năm 2022  |
| 1117   | "Quá trời điều khiển luôn (2011) <chiếu lại>" (tiếng Nhật: リモコンがいっぱいだゾ（2011年）〈再〉)"Gặp nạn trên núi tuyết" (tiếng Nhật: 雪山でそーなんですだゾ)"Sự phân định của Bạch Tuyết" (tiếng Nhật: シロのチューさいだゾ)                                                              | 5 tháng 2 năm 2022   |
| 1118   | "Miếng dán ấm áp (2012) <chiếu lại>" Chuyển ngữ: "Kairodeatta Kairo dazo" (tiếng Nhật: カイロであったカイロだゾ（2012年）〈再〉)"Cả Nhà Đi Mua Nồi Cơm Điện" (tiếng Nhật: 家電量販店に行くゾ)"Tô Màu Action Kamen" (tiếng Nhật: アクション仮面ぬり絵だゾ)                                    | 12 tháng 2 năm 2022  |
| 1119   | "Mì Ramen Ngon Nhất Thế Giới! (2018) <chiếu lại>" (tiếng Nhật: 爆盛!のはらーめんだゾ（2018年）〈再〉)"Cuộc Phiêu Lưu Tới Vương Quốc Megamoria" (tiếng Nhật: ぶりぶりざえもんの冒険 メガ盛り編)                                                                                               | 19 tháng 2 năm 2022  |
| 1120   | "Bữa tối cứ để Shin lo (2014) <chiếu lại>" (tiếng Nhật: 晩ごはんはまかせろだゾ（2014年）〈再〉)"Chuyện tình đưa em lên mặt trăng" (tiếng Nhật: 私を月に連れてってだゾ)"Mũ của Nene-chan" (tiếng Nhật: ネネちゃんの帽子だゾ)                                                                  | 26 tháng 2 năm 2022  |
| 1121   | "Bạch Tuyết biết đi mua đồ (2011) <chiếu lại>" (tiếng Nhật: シロとおつかいだゾ（2011年）〈再〉)"Đấu Sumo với Bố (2017) <chiếu lại>" (tiếng Nhật: 父ちゃんと相撲だゾ（2017年）〈再〉)"Tớ kể cho mẹ nghe đó" (tiếng Nhật: 母ちゃんに教えるゾ)                                                  | 5 tháng 3 năm 2022   |
| 1122   | "Tớ muốn đeo cặp sách (2013) <chiếu lại>" (tiếng Nhật: ランドセルを背負いたいゾ（2013年）〈再〉)"Chuyến homestay của đội Bọ Cạp Đỏ" (tiếng Nhật: 紅さそり隊のホームステイだゾ)"Đừng vứt nó đi mà không được phép" (tiếng Nhật: 勝手に捨てちゃダメだゾ)                                       | 12 tháng 3 năm 2022  |
| 1123   | "Bố đi làm bằng xe đạp (2011) <chiếu lại>" (tiếng Nhật: 自転車通勤するゾ（2011年）〈再〉)"Mình muốn trúng đồ hiếm" (tiếng Nhật: レアを出したいゾ)"Chị Nanako gọi tớ dậy đó" (tiếng Nhật: ななこおねいさん起こして～だゾ)                                                                     | 19 tháng 3 năm 2022  |
| 1124   | "Thay chun quần với mẹ (2009) <chiếu lại>" (tiếng Nhật: ゴムをとりかえるゾ（2009年）〈再〉)"Bo-chan và Himawari (2010) <chiếu lại>" (tiếng Nhật: ボーちゃんとひまわりだゾ（2010年）〈再〉)"Bí quyết của nhân viên bán hàng" (tiếng Nhật: 営業の極意だゾ)                                     | 26 tháng 3 năm 2022  |
| 1125   | "Món thịt lên men tình yêu" (tiếng Nhật: 愛の熟成肉だゾ)"Tớ lúc 2 tuổi (2006) <chiếu lại>" (tiếng Nhật: オラ2歳だゾ（2006年）〈再〉)"Thú cưng mới của tớ" (tiếng Nhật: オラの新しいペットだゾ)                                                                                               | 2 tháng 4 năm 2022   |
| 1126   | "Mẹ có rất nhiều điều phải lo lắng (2007) <chiếu lại>" (tiếng Nhật: 心配がイッパイだゾ（2007年）〈再〉)"Cuộc Chiến Tình Yêu đối với Robot Kantamu" (tiếng Nhật: カンタムロボ愛の決戦だゾ)"Bõ Lỡ Action Kamen" (tiếng Nhật: 見逃したアクション仮面だゾ)                                       | 9 tháng 4 năm 2022   |
| 1127   | "Em gái là Action Kamen" (tiếng Nhật: アクション仮面・妹だゾ)"Ngày tớ gọi mình là Ola (2007) <chiếu lại>" (tiếng Nhật: オラがオラになった日だゾ（2007年）〈再〉)"Ai là kẻ chủ mưu" (tiếng Nhật: 黒幕だゾ)                                                                                    | 16 tháng 4 năm 2022  |
| TĐB 95 | "Shin – Cậu bé bút chì: Bí ẩn bao trùm – Những bông hoa ở học viện Tenkazu (2021) (Đạo diễn: Takahashi Wataru)" Chuyển ngữ: "Crayon Shin-chan: Nazo Meki! Hana no Tenkasu Gakuen" (tiếng Nhật: クレヨンしんちゃん 謎メキ!花の天カス学園（2021年）（監督：高橋渉）)                           | 17 tháng 4 năm 2022  |
| TC     | "Tớ là Ninja đó (2004) <chiếu lại>" (tiếng Nhật: 忍者でござるゾ（2004年）〈再〉)"Tên của em bé sẽ là gì nhỉ? (1996) <chiếu lại>" (tiếng Nhật: 赤ちゃんの名前を考えるゾ（1996年）〈再〉) | 23 tháng 4 năm 2022  |
| 1128   | "Câu được con cá lớn (2011) <chiếu lại>" (tiếng Nhật: 大物を釣るゾ（2011年）〈再〉)"Chuyến đi tham quan bằng xe buýt" (tiếng Nhật: バスツアーに行くゾ) (tiếng Nhật: もののけシロ珍風伝だゾ)                                                                                                  | 30 tháng 4 năm 2022  |
| 1129   | "Vẽ một bức thư tranh" (tiếng Nhật: 絵手紙を描くゾ)"Nhóm bọ cạp đỏ cấm yêu đương (2013) <chiếu lại>" (tiếng Nhật: 紅サソリ隊は恋愛禁止だゾ（2013年）〈再〉)"Kỳ nghỉ lãng mạn ở Kasukabe (Dựa trên bộ phim Roman Holiday)" (tiếng Nhật: カスカベの休日だゾ)                                   | 7 tháng 5 năm 2022   |
| 1130   | "Nhà hàng gia đình là tốt nhất (2010) <chiếu lại>" (tiếng Nhật: ファミレスは最高だゾ（2010年）〈再〉)"Tóc của Kazama-kun... (2010) <chiếu lại>" (tiếng Nhật: 風間くんの髪が...だゾ（2010年）〈再〉) (tiếng Nhật: ポイント多数決だゾ)                                                         | 14 tháng 5 năm 2022  |
| 1131   | "Lấy lại vóc dáng (2015) <chiếu lại>" (tiếng Nhật: ゴロ寝主婦を卒業するゾ（2015年）〈再〉) (tiếng Nhật: 本の帯をつけるゾ)"Đừng dừng lại" (tiếng Nhật: やめないで〜だゾ) | 21 tháng 5 năm 2022  |
| 1132   | "Nhân viên Shinnosuke quay trở lại (2010) <chiếu lại>" (tiếng Nhật: 帰ってきたサラリーマンしんのすけだゾ（2010年）〈再〉)"Giúp vợ chồng cô giáo làm lành" (tiếng Nhật: 仲直りすればー!だゾ)"Máy hút bụi của tớ ngầu lắm đó" (tiếng Nhật: オラの掃除機はかっこいいゾ)                         | 28 tháng 5 năm 2022  |
| 1133   | "Nhân vật phản diện thật sự rất tuyệt (2010) <chiếu lại>" (tiếng Nhật: 悪役はかっこいいゾ（2010年）〈再〉)"Tinh thần nhạc Rock (2010) <chiếu lại>" (tiếng Nhật: ロック魂だゾ（2010年）〈再〉)"Manga của Masao" (tiếng Nhật: マサオくんのマンガだゾ)                                          | 4 tháng 6 năm 2022   |
| 1134   | "Lớp học nấu ăn dành cho bố và con (2012) <chiếu lại>" (tiếng Nhật: パパとこどものお料理教室だゾ（2012年）〈再〉)"Thay giấy cửa trượt shoji" (tiếng Nhật: 障子をはりかえるゾ)"Mẹ Của Misa-chan" (tiếng Nhật: みさちゃんな母ちゃんだゾ)                                                       | 11 tháng 6 năm 2022  |
| 1135   | "Xin chào, Oyayubi-san (2009) <chiếu lại>" (tiếng Nhật: 親指さん、こんにちはだゾ（2009年）〈再〉)"Hộp thời gian của chị Nanako" (tiếng Nhật: ななこおねいさんのタイムカプセルだゾ) (tiếng Nhật: 見て見て聞いてだゾ)                                                                          | 18 tháng 6 năm 2022  |
| 1136   | "Sự đáp trả ân huệ của Dì Musae" (tiếng Nhật: むさえちゃんの恩返しだゾ)"Cô Matsuzaka bị cuốn hút (2009) <chiếu lại>" (tiếng Nhật: まつざか先生がハマッたゾ（2009年）〈再〉)"Ninja Shinnosuke" (tiếng Nhật: 忍者しんのすけだゾ)                                                               | 25 tháng 6 năm 2022  |
| 1137   | "Đối thủ của Nene-chan rất khó nhằn (2009) <chiếu lại>" (tiếng Nhật: ネネちゃんの相手は大変だゾ（2009年）〈再〉)"Giữ Im Lặng Khi Ở Ngân Hàng (2009) <chiếu lại>" (tiếng Nhật: 銀行ではお静かにだゾ（2009年）〈再〉)"Sự di chuyển của vịt mỏ đốm" (tiếng Nhật: カルガモのお引越しだゾ)        | 2 tháng 7 năm 2022   |
| 1138   | (tiếng Nhật: じいちゃんと帰るゾ)"Nhật ký hồ bơi miễn phí (2009) <chiếu lại>" (tiếng Nhật: ひまのプール日記だゾ（2009年）〈再〉) (tiếng Nhật: もえPのイベントだゾ) | 9 tháng 7 năm 2022   |
| 1139   | (tiếng Nhật: ラジオ体操で早起きだゾ（2015年）〈再〉)"Bánh sandwich trái cây bí ẩn" (tiếng Nhật: 幻のフルーツサンドだゾ)"Bạch tuyết có vẻ như đang cố tình" (tiếng Nhật: シロがわざとらしいゾ)                                                                                                | 16 tháng 7 năm 2022  |
| 1140   | "Một chiếc máy bay giấy tốt (2018) <chiếu lại>" (tiếng Nhật: よく飛ぶ紙ひこうきだゾ（2018年）〈再〉)"Trò chơi vớt cá vàng (2010) <chiếu lại>" (tiếng Nhật: 金魚すくいで勝負だゾ（2010年）〈再〉)"Cuộc phiêu lưu lớn của nấm Truffle" (tiếng Nhật: トリュフの大冒険だゾ)                      | 23 tháng 7 năm 2022  |
| 1141   | "Bị kẹt trong xe đẩy (2011) <chiếu lại>" (tiếng Nhật: ベビーカーにハマッたゾ（2011年）〈再〉)"Himawari VS Muỗi" (tiếng Nhật: ひまわりVS蚊だゾ)"Chocobi bùng nổ" (tiếng Nhật: チョコビ爆誕だゾ)                                                                                               | 30 tháng 7 năm 2022  |
| 1142   | "Cuộc Thách Đấu Của Ông Nội - Ông Ngoại (2012) <chiếu lại>" (tiếng Nhật: イクじい対決だゾ（2012年）〈再〉)"Ai sẽ về nhà trước đây (2012) <chiếu lại>" (tiếng Nhật: どっちが先に帰るかだゾ（2012年）〈再〉)"Semashi Nohara xuất hiện!" (tiếng Nhật: 野原せまし登場!だゾ)                      | 6 tháng 8 năm 2022   |
| 1143   | (tiếng Nhật: 水でっぽうでお助けするゾ) (tiếng Nhật: ツルの恩返しだゾ（2009年）〈再〉) (tiếng Nhật: おんぶレースだゾ) | 13 tháng 8 năm 2022  |
| 1144   | (tiếng Nhật: 幻のセミを捕るゾ（2015年）〈再〉) (tiếng Nhật: ツボ押し人しんのすけだゾ) (tiếng Nhật: オラん家に噴水だゾ) | 20 tháng 8 năm 2022  |
| 1145   | "Buổi tối bí mật của bố (2010) <chiếu lại>" (tiếng Nhật: 父ちゃんの秘密の夜だゾ（2010年）〈再〉) (tiếng Nhật: 海をめざすゾ) (tiếng Nhật: 夢みるセールスレディだゾ) | 27 tháng 8 năm 2022  |
| 1146   | (tiếng Nhật: ぬか漬けデビューだゾ（2015年）〈再〉)"Ai-chan VS Mecha Ai-chan" (tiếng Nhật: あいちゃんVSメカあいちゃんだゾ)"Sốt Okonomiyaki" (tiếng Nhật: お好み焼きのソースだゾ) | 3 tháng 9 năm 2022   |
| 1147   | (tiếng Nhật: ウチではたらく父ちゃんだゾ（2011年）〈再〉) (tiếng Nhật: 忍ちゃとお留守番だゾ（2015年）〈再〉) (tiếng Nhật: オラたちキノコだゾ) | 10 tháng 9 năm 2022  |
| 1148   | (tiếng Nhật: 高級スカーフはだれの?だゾ)"Tớ sẽ chạy về nhà (2009) <chiếu lại>" (tiếng Nhật: ホームランをねらうゾ（2009年）〈再〉) (tiếng Nhật: 紅さそり隊のキャンプだゾ) | 17 tháng 9 năm 2022  |
| 1149   | "Bữa tiệc tôm hùm (2012) <chiếu lại>" (tiếng Nhật: エビまつりだゾ（2012年）〈再〉) (tiếng Nhật: 上尾先生、なんかヘンだゾ（2011年）〈再〉) (tiếng Nhật: 新聞を読むゾ) | 24 tháng 9 năm 2022  |
| 1150   | (tiếng Nhật: 泥んこあそびは気持ちいいゾ（2012年）〈再〉) (tiếng Nhật: ゴージャスなお宝だゾ) (tiếng Nhật: せましおじさんと焼き肉だゾ) | 1 tháng 10 năm 2022  |
| 1151   | (tiếng Nhật: 鍵をなくしたゾ（2009年）〈再〉)"Mẹ VS Nene-chan" (tiếng Nhật: 母ちゃんVSネネちゃんだゾ) (tiếng Nhật: ひまわりの王子様だゾ) | 8 tháng 10 năm 2022  |
| 1152   | (tiếng Nhật: たいやき屋さんだゾ（2011年）〈再〉) (tiếng Nhật: 梨狩りだゾ) (tiếng Nhật: ジャンケン父ちゃんだゾ) | 15 tháng 10 năm 2022 |
| 1153   | (tiếng Nhật: 原稿はどこへいった!?だゾ（2014年）〈再〉) (tiếng Nhật: 母ちゃんの過去だゾ（2013年）〈再〉) (tiếng Nhật: 風間くんが告白するゾ) | 22 tháng 10 năm 2022 |
| 1154   | (tiếng Nhật: 父ちゃんと紙相撲だゾ（2015年）〈再〉) (tiếng Nhật: 個展でコテンパンだゾ) (tiếng Nhật: 友情の紙ヒコーキだゾ) | 29 tháng 10 năm 2022 |
| 1155   | (tiếng Nhật: 激アツ!焼き芋対決だゾ（2018年）〈再〉) (tiếng Nhật: メニューが一緒だゾ（2017年）〈再〉) (tiếng Nhật: じねんじょを掘るゾ) | 5 tháng 11 năm 2022  |
| 1156   | (tiếng Nhật: 父ちゃんと磯釣りだゾ（2014年）〈再〉) (tiếng Nhật: 公園のアイドルだゾ) (tiếng Nhật: 必ずひとつ忘れるゾ) | 12 tháng 11 năm 2022 |
| 1157   | (tiếng Nhật: 落ち葉でアートだゾ) (tiếng Nhật: 必殺技を考えるゾ（2017年）〈再〉) (tiếng Nhật: 忘れチョコビだゾ) | 19 tháng 11 năm 2022 |
| 1158   | "Mọi người đều dắt Bạch Tuyết đi dạo đó (2018) <chiếu lại>" (tiếng Nhật: みんながシロの散歩だゾ（2018年）〈再〉) (tiếng Nhật: ウラに落ちちゃったゾ) (tiếng Nhật: ネネちゃんとお出かけだゾ)                                                                                                   | 26 tháng 11 năm 2022 |
| 1159   | (tiếng Nhật: むさえちゃんと大掃除だゾ（2017年）〈再〉) (tiếng Nhật: カエルの財布がピンチだゾ（2017年）〈再〉) (tiếng Nhật: リメイカーみさえだゾ) | 3 tháng 12 năm 2022  |
| 1160   | "Tớ đi bộ nhiều hơn bố (2014) <chiếu lại>" (tiếng Nhật: 父ちゃんよりいっぱい歩くゾ（2014年）〈再〉) (tiếng Nhật: オラのカバンはカッコいいゾ) (tiếng Nhật: グチりたい母ちゃんだゾ) | 10 tháng 12 năm 2022 |
| 1161   | (tiếng Nhật: イルミネーションを見にいくゾ（2015年）〈再〉) (tiếng Nhật: おしりをきたえるゾ（2019年）〈再〉) (tiếng Nhật: オラたち特殊刑児課だゾ) | 17 tháng 12 năm 2022 |
| 1162   | "Tìm chúng! 30 đồ vật Action Kamen" Chuyển ngữ: "Sagase! 30 No akushon kamen dazo" (tiếng Nhật: 探せ!30のアクション仮面だゾ)"Shinosuke 5 tuổi, bố 5 tuổi" Chuyển ngữ: "Shin'nosuke 5-sai tōchan 5-sai dazo" (tiếng Nhật: しんのすけ5歳・父ちゃん5歳だゾ)                                     | 24 tháng 12 năm 2022 |

### 2023
| #      | Tên tập phim | Ngày phát sóng gốc   |
| ------ | --- | -------------------- |
| 1163   | "Hôm nay là năm mới! (2012) <chiếu lại>" (tiếng Nhật: 今年こそは!だゾ（2012年）〈再〉) (tiếng Nhật: 豪快作家のお手伝いをするゾ) (tiếng Nhật: ぶりぶりざえもんの冒険 おなかま総選挙編) | 7 tháng 1 năm 2023   |
| 1164   | "Chuyến du lịch gia đình đến Kusatsu (2013) <chiếu lại>" (tiếng Nhật: 草津へ家族旅行だゾ（2013年）〈再〉)"Luật sư Shinnosuke" Chuyển ngữ: "Bengoshi Shin'nosuke dazo" (tiếng Nhật: 弁護士しんのすけだゾ) | 14 tháng 1 năm 2023  |
| 1165   | (tiếng Nhật: しみるのがこわいゾ) (tiếng Nhật: おもちつきが楽しみだゾ（2016年）〈再〉) (tiếng Nhật: ご当地ヒーロー紅さそり隊だゾ) | 21 tháng 1 năm 2023  |
| 1166   | "Mẹ bị bong gân (2012) <chiếu lại>" Chuyển ngữ: "Kāchan ga nenza shita zo" (tiếng Nhật: 母ちゃんが捻挫したゾ（2012年）〈再〉)"Bác Semashi và Buổi đi trượt tuyết" Chuyển ngữ: "Semashi ojisan to sukī dazo" (tiếng Nhật: せましおじさんとスキーだゾ) (tiếng Nhật: 接待のススメ～料亭編～だゾ)                                               | 28 tháng 1 năm 2023  |
| 1167   | "Chơi bên ngoài kể cả khi trời lạnh (2017) <chiếu lại>" (tiếng Nhật: 寒くても外で遊ぶゾ（2017年）〈再〉) (tiếng Nhật: ネネちゃんのエピソード作りだゾ) (tiếng Nhật: ミラクルな母ちゃんだゾ) | 4 tháng 2 năm 2023   |
| 1168   | (tiếng Nhật: 冬はやっぱりコタツだゾ（2018年）〈再〉) (tiếng Nhật: フリーカエルしんちゃん カスカベのラッパー)"Đại Chiến Freestyle Rapper Thành Phố Kasukabe #4" (tiếng Nhật: フリースタイルしんちゃん カスカベのラッパー#4) | 11 tháng 2 năm 2023  |
| 1169   | (tiếng Nhật: 断れない母ちゃんだゾ（2017年）〈再〉)"Cuộc chạy trốn của Kazama-kun" (tiếng Nhật: 風間くんの家出だゾ)"Đại Chiến Freestyle Rapper Thành Phố Kasukabe #5" (tiếng Nhật: フリースタイルしんちゃん カスカベのラッパー#5) | 18 tháng 2 năm 2023  |
| 1170   | "Tâm trạng của tôi khi nhận được quần áo (2010) <chiếu lại>" (tiếng Nhật: もらった服のゆううつだゾ（2010年）〈再〉)"Bây giờ là nửa đêm" (tiếng Nhật: 真夜中のオラだゾ)"Đại Chiến Freestyle Rapper Thành Phố Kasukabe #6" (tiếng Nhật: フリースタイルしんちゃん カスカベのラッパー#6)                                                        | 25 tháng 2 năm 2023  |
| 1171   | "Kể chuyện (2011) <chiếu lại>" (tiếng Nhật: 読み聞かせだゾ（2011年）〈再〉)"Bán hàng ở chợ trời (2013) <chiếu lại>" (tiếng Nhật: フリマで売りたいゾ（2013年）〈再〉)"Shinko-chan đã trở lại" (tiếng Nhật: 帰ってきたしんこちゃんだゾ) | 4 tháng 3 năm 2023   |
| 1172   | "Học sinh trung học cơ sở đã đến (2013) <chiếu lại>" (tiếng Nhật: 中学生が来たゾ（2013年）〈再〉) (tiếng Nhật: クツをクリーンするゾ)"Đi dạo với dây xích phát sáng" (tiếng Nhật: 光るリードでお散歩だゾ) | 11 tháng 3 năm 2023  |
| 1173   | "Mua những chiếc giày mới (2016) <chiếu lại>" (tiếng Nhật: 新しい靴を買うゾ（2016年）〈再〉)"Giải Golf mở rộng của gia đình Nohara (2009) <chiếu lại>" (tiếng Nhật: 野原家オープンゴルフだゾ（2009年）〈再〉)"Shin Kamen Rider" Chuyển ngữ: "Shin Kamen Raidā" (tiếng Nhật: しん・仮面ライダーだゾ)                                         | 18 tháng 3 năm 2023  |
| 1174   | "Cây bon-sai của bố" (tiếng Nhật: ぼんさい父ちゃんだゾ)"Bạch Tuyết làm chó nghiệp vụ (2015) <chiếu lại>" (tiếng Nhật: 警察犬シロだゾ（2015年）〈再〉)"Tướng quân Nobunaga" (tiếng Nhật: オラ信長だゾ) | 25 tháng 3 năm 2023  |
| 1175   | "Trà chiều" (tiếng Nhật: アフタヌーンティーンだゾ)"Ẩn và giấu (2009) <chiếu lại>" (tiếng Nhật: かくれてかくすゾ（2009年）〈再〉)"Hét lên máy bay" (tiếng Nhật: 飛行機にエールだゾ) | 1 tháng 4 năm 2023   |
| 1176   | "Trải nghiệm tại lớp học thêm (2014) <chiếu lại>" (tiếng Nhật: お塾を体験するゾ（2014年）〈再〉) (tiếng Nhật: あこがれのタワマンだゾ)"Trông nhà cùng bác Semashi" (tiếng Nhật: せましおじさんと留守番だゾ) | 8 tháng 4 năm 2023   |
| 1177   | "Củ cải của tớ trồng đó (2009) <chiếu lại>" (tiếng Nhật: オラのラディッシュちゃんだゾ（2009年）〈再〉)"Câu đố của Masao" (tiếng Nhật: マサオくんのなぞなぞだゾ)"Cửa không đóng được" (tiếng Nhật: ドアが閉まらないゾ) | 15 tháng 4 năm 2023  |
| 1178   | "Bố tớ có một cái đầu cạo trọc (2016) <chiếu lại>" (tiếng Nhật: 父ちゃんが坊主頭だゾ（2016年）〈再〉)"Mình ghét Himawari" (tiếng Nhật: ひまわりなんてキライだゾ) | 22 tháng 4 năm 2023  |
| 1179   | "Hái trà tại Sayamarland (2017) <chiếu lại>" (tiếng Nhật: サヤマーランドで茶摘みだゾ（2017年）〈再〉)"Nhà văn táo bạo và Kazama-kun" (tiếng Nhật: 豪快作家と風間くんだゾ)"Cuộc thách đấu bằng tất" (tiếng Nhật: くつしたで対決だゾ) | 29 tháng 4 năm 2023  |
| 1180   | "Trải nghiệm gieo mạ (2016) <chiếu lại>" (tiếng Nhật: 田植え体験だゾ（2016年）〈再〉)"Hộ tống Nene-chan (2010) <chiếu lại>" (tiếng Nhật: ネネちゃんをエスコートだゾ（2010年）〈再〉) (tiếng Nhật: オラんちのチャンピオンベルトだゾ) | 6 tháng 5 năm 2023   |
| 1181   | "Một ngày làm việc bán thời gian của mẹ (2008) <chiếu lại>" (tiếng Nhật: アルバイト母ちゃんだゾ（2008年）〈再〉)"Hộp Chocobi" (tiếng Nhật: 貯チョコビ箱だゾ)"Lấy đồ tự nhiên nếu bạn thích" (tiếng Nhật: ご自由にお持ちくださいだゾ) | 13 tháng 5 năm 2023  |
| 1182   | "Sự xuất hiện của Suotome Ai - Cô bé gây chú ý (1999) <chiếu lại>" (tiếng Nhật: 嵐を呼ぶ園児・酢乙女あい登場だゾ（1999年）〈再〉)"Ai-chan bỏ nhà đi (2009) <chiếu lại>" (tiếng Nhật: あいちゃんの家出だゾ（2009年）〈再〉)"Chơi đá lon cùng Ai-chan" (tiếng Nhật: あいちゃんと缶けりだゾ)                                                   | 20 tháng 5 năm 2023  |
| 1183   | "Thu dọn đồ giặt (2016) <chiếu lại>" (tiếng Nhật: 洗濯物を集めるゾ（2016年）〈再〉)"Trận chiến khốc liệt trong bóng đá trên không" (tiếng Nhật: エアサッカーで激闘だゾ)"Làm hoa quả sấy khô" (tiếng Nhật: ドライフルーツを作るゾ) | 27 tháng 5 năm 2023  |
| 1184   | "Hộp đồ chơi thật chật (2012) <chiếu lại>" (tiếng Nhật: おもちゃ箱はキツキツだゾ（2012年）〈再〉)"Bữa tiệc thịt" (tiếng Nhật: 肉食合コンだゾ)"Tại sao? Tại sao?" (tiếng Nhật: なんでなんでだゾ) | 3 tháng 6 năm 2023   |
| 1185   | "Tôi đã ở đây từ sáng (2008) <chiếu lại>" (tiếng Nhật: 朝からいるゾ（2008年）〈再〉)"Dọn dẹp thị trấn" (tiếng Nhật: 町内をおそうじするゾ)"Tớ là thú nhồi bông" (tiếng Nhật: オラぬいぐるみだゾ) | 10 tháng 6 năm 2023  |
| 1186   | "Bảo vệ tấm áp phích (2012) <chiếu lại>" (tiếng Nhật: ポスターを守るゾ（2012年）〈再〉)"Hôm nay trời lại mưa (2014) <chiếu lại>" (tiếng Nhật: 今日も雨だゾ（2014年）〈再〉)"Đi dạo với cô Susan" (tiếng Nhật: スーザンとお散歩だゾ) | 17 tháng 6 năm 2023  |
| 1187   | "Dọn dẹp trường mẫu giáo (2008) <chiếu lại>" (tiếng Nhật: 幼稚園のおかたづけだゾ（2008年）〈再〉)"Đồ tái sử dụng" (tiếng Nhật: リサイクリングだゾ)"Răng tớ bị lung lay" (tiếng Nhật: 歯がグラグラだゾ) | 24 tháng 6 năm 2023  |
| 1188   | "Cuộc chiến thùng rác (2017) <chiếu lại>" (tiếng Nhật: ゴミ箱ウォーズだゾ（2017年）〈再〉)"Trận chiến ném đá nảy" (tiếng Nhật: 水切りで勝負だゾ)"Vội vã đi công tác" (tiếng Nhật: 出張であわてるゾ) | 1 tháng 7 năm 2023   |
| 1189   | "Cậu bé Bento (2009) <chiếu lại>" (tiếng Nhật: 弁当男子だゾ（2009年）〈再〉)"Tớ có một con cá vàng (2016) <chiếu lại>" (tiếng Nhật: 金魚をもらったゾ（2016年）〈再〉)"Sử dụng bộ đồ ăn đắt tiền" (tiếng Nhật: お高い食器をつかうゾ) | 8 tháng 7 năm 2023   |
| 1190   | "Ngày của Bạch Tuyết (2010) <chiếu lại>" (tiếng Nhật: シロの一日だゾ（2010年）〈再〉)"Vui vẻ trên biển" (tiếng Nhật: 海の中は楽しいゾ)"Giấu thùng hàng của mẹ" (tiếng Nhật: 荷物をかくすゾ) | 15 tháng 7 năm 2023  |
| 1191   | "Đừng quên Mặt nạ hành động (2012) <chiếu lại>" (tiếng Nhật: アクション仮面を忘れないゾ（2012年）〈再〉) (tiếng Nhật: 父ちゃんとプールだゾ（2013年）〈再〉)"Tớ và những người bạn là đồng xu năm yên" (tiếng Nhật: オラたち五円玉だゾ) | 22 tháng 7 năm 2023  |
| 1192   | "Đó là một trận chiến với gà (2018) <chiếu lại>" (tiếng Nhật: ニワトリとバトルだゾ（2018年）〈再〉)"Bố bị ghét" (tiếng Nhật: 父ちゃんが嫌われたゾ)"Tớ tập thể dụng dụng cụ với chị Nanako" (tiếng Nhật: ななこおねいさんと体操だゾ) | 29 tháng 7 năm 2023  |
| TĐB 97 | "Shin – Cậu bé bút chì: Truyền thuyết nhẫn thuật Ninja (2022) (Đạo diễn: Masakazu Hashimoto)" Chuyển ngữ: "Kureyon Shin-chan: Mononoke Ninja Chinpūden" (tiếng Nhật: クレヨンしんちゃん もののけニンジャ珍風伝（2022年）（監督：橋本昌和）)                                                                                                 | 30 tháng 7 năm 2023  |
| 1193   | "Đó là siêu năng lực gia Masao" (tiếng Nhật: エスパーマサオだゾ)"Tối nay là sushi cuộn bằng tay" (tiếng Nhật: 今夜は手巻き寿司だゾ) | 5 tháng 8 năm 2023   |
| 1194   | "Truy tìm kho báu của mẹ (2011) <chiếu lại>" (tiếng Nhật: お宝を探すゾ（2011年）〈再〉)"Giày của hoàng tử đó (2011) <chiếu lại>" (tiếng Nhật: 王子様のクツだゾ（2011年）〈再〉)"Đi biển cùng ông nội" (tiếng Nhật: じいちゃんと海だゾ) | 12 tháng 8 năm 2023  |
| 1195   | (tiếng Nhật: お留守番でおそうじだゾ（2009年）〈再〉)"Chèo thuyền câu cá cùng với bố" (tiếng Nhật: 父ちゃんと船釣りだゾ)"Đó là thử thách của Kazama-kun" (tiếng Nhật: 風間くんのチャレンジだゾ) | 19 tháng 8 năm 2023  |
| 1196   | (tiếng Nhật: 思いが重いマサオくんだゾ（2016年）〈再〉)"Bạch tuyết đang yêu" (tiếng Nhật: 恋するシロだゾ)"Sự thăng hoa của tình yêu" (tiếng Nhật: 愛の打ち上げ花火だゾ) | 26 tháng 8 năm 2023  |
| 1197   | "Đó là sự kiện của Moe-P (2022) <chiếu lại>" (tiếng Nhật: もえPのイベントだゾ（2022年）〈再〉)"Ủng hộ buổi công chiếu của Moe-P" (tiếng Nhật: もえPの応援上映に行くゾ)"Mẹ tớ cũng muốn giảm cân" (tiếng Nhật: 母ちゃんもやせたいゾ) | 2 tháng 9 năm 2023   |
| 1198   | "Dạy cách chăm sóc chó (2011) <chiếu lại>" (tiếng Nhật: 犬の飼い方教えるゾ（2011年）〈再〉)"Dọn dẹp tủ lạnh (2016) <chiếu lại>" (tiếng Nhật: 冷蔵庫のおかたづけだゾ（2016年）〈再〉)"Ai-chan và tớ đã có khoảng thời gian vui vẻ bên nhau" (tiếng Nhật: あいちゃんと相合いガサだゾ)                                                         | 9 tháng 9 năm 2023   |
| 1199   | (tiếng Nhật: スクープするゾ（2018年）〈再〉)"Xếp hàng mua bánh Pudding" (tiếng Nhật: 行列のプリンだゾ)"Kỷ niệm về ngày khai giảng" (tiếng Nhật: 入園式の思い出だゾ) | 16 tháng 9 năm 2023  |
| 1200   | "Bạch Tuyết - Chú chó thần kỳ (2018) <chiếu lại>" (tiếng Nhật: ミラクルドッグ・シロだゾ（2018年）〈再〉)"Làm kem cùng bố (2017) <chiếu lại>" (tiếng Nhật: 父ちゃんとアイスを作るゾ（2017年）〈再〉)"Dì Musae VS Quý cô tiếp thị địa ngục" (tiếng Nhật: むさえちゃんVSセールスレディだゾ)                                                    | 23 tháng 9 năm 2023  |
| 1201   | "Tớ là trợ lý của Masao-kun (2008) <chiếu lại>" (tiếng Nhật: マサオくんのアシスタントだゾ（2008年）〈再〉)"Hãy tìm con vẹt đuôi dài!" (tiếng Nhật: インコを探せ!だゾ) (tiếng Nhật: 父ちゃんのソロキャンプだゾ) | 30 tháng 9 năm 2023  |
| 1202   | "Đó là cuộc chiến của những hộp cơm bento! (2010) <chiếu lại>" (tiếng Nhật: お弁当箱の戦いだゾ（2010年）〈再〉)"Tớ đi săn nấm (2010) <chiếu lại>" (tiếng Nhật: キノコ狩りへ行くゾ（2010年）〈再〉)"Susan và Himawari" (tiếng Nhật: スーザンとひまわりだゾ)                                                                                  | 7 tháng 10 năm 2023  |
| 1203   | "Tớ nghĩ tớ sắp xì hơi (2015) <chiếu lại>" (tiếng Nhật: おならが出そうだゾ（2015年）〈再〉)"Một giáo viên nghiêm túc đã đến" (tiếng Nhật: マジな先生が来たゾ)"Đó là lá thư mẹ tớ để lại" (tiếng Nhật: 母ちゃんの置き手紙だゾ) | 14 tháng 10 năm 2023 |
| 1204   | "Đó là Konkatsu (2009) <chiếu lại>" (tiếng Nhật: コンカツだゾ（2009年）〈再〉)"Bố và Bạch Tuyết đang đi dạo (2008) <chiếu lại>" (tiếng Nhật: 父ちゃんとシロの散歩だゾ（2008年）〈再〉)"Dây buộc tóc của Nene-chan" (tiếng Nhật: ネネちゃんのヘアゴムだゾ)                                                                                   | 21 tháng 10 năm 2023 |
| 1205   | "Thịt nướng Nhân viên văn phòng (2017) <chiếu lại>" (tiếng Nhật: サラリーマンバーベキューだゾ（2017年）〈再〉)"Ngày hội thể thao trong nhà" (tiếng Nhật: おうちで運動会だゾ)"Hai sự lựa chọn cho mùa thu" (tiếng Nhật: 秋の二択だゾ)"TOMORROW X TOGETHER đã có mặt" (tiếng Nhật: TOMORROW X TOGETHERがきたゾ)                               | 28 tháng 10 năm 2023 |
| 1206   | "Cuộc phiêu lưu của Buriburi Zaemon (2016) <chiếu lại>" (tiếng Nhật: ぶりぶりざえもんの冒険 覚醒編（2016年）〈再〉)"Cuộc phiêu lưu của Buriburi Zaemon - Chớp nhoáng (2016) <chiếu lại>" (tiếng Nhật: ぶりぶりざえもんの冒険 閃光編（2016年）〈再〉)"Cuộc phiêu lưu của Buriburi Zaemon " (tiếng Nhật: ぶりぶりざえもんの冒険 宇宙ダンク編) | 4 tháng 11 năm 2023  |
| 1207   | "Đó là một cuộc thi với Bạch Tuyết (2013) <chiếu lại>" (tiếng Nhật: シロとコンテストだゾ（2013年）〈再〉)"Bố và thú nhồi bông" (tiếng Nhật: 父ちゃんと編みぐるみだゾ)"Theo dõi Nene-chan" (tiếng Nhật: ネネちゃんを尾行するゾ) | 11 tháng 11 năm 2023 |
| 1208   | " (2008) <chiếu lại>" (tiếng Nhật: ご本のおつかいだゾ（2008年）〈再〉)"Chúng tớ là học sinh tiểu học" (tiếng Nhật: オラたち小学生だゾ)"Tôi là một người mẹ không thể nghỉ ngơi" (tiếng Nhật: 休めない母ちゃんだゾ) | 18 tháng 11 năm 2023 |
| 1209   | "Pháp y Shin-chan (2011) <chiếu lại>" (tiếng Nhật: 鑑識しんちゃんだゾ（2011年）〈再〉)"Lấy lại chiếc nhẫn" (tiếng Nhật: 指輪をとりかえすゾ)"Bác Semashi và cô Matsuzaka" (tiếng Nhật: せましおじさんとまつざか先生だゾ) | 25 tháng 11 năm 2023 |
| 1210   | "Chiếc khăn tay màu vàng nhăn nheo (2008) <chiếu lại>" (tiếng Nhật: しわよせの黄色いハンカチだゾ（2008年）〈再〉)"Một cuộc đọ sức đỉnh cao" (tiếng Nhật: コマ対決だゾ)"Thầy hiệu trưởng và cô Susan" (tiếng Nhật: 園長先生とスーザンだゾ)                                                                                                   | 2 tháng 12 năm 2023  |
| 1211   | "Bức thư gửi Nene-chan (2009) <chiếu lại>" (tiếng Nhật: ネネちゃんにお手紙だゾ（2009年）〈再〉) (tiếng Nhật: ワケあり不動産だゾ)"Cô Kei đến ở" (tiếng Nhật: おケイおばさんがとまりに来たゾ) | 9 tháng 12 năm 2023  |
| 1212   | "Cuộc chiến ăn cua (2016) <chiếu lại>" (tiếng Nhật: カニカニバトルだゾ（2016年）〈再〉)"Mẹ tớ là thực tập sinh trong đội phòng vệ" (tiếng Nhật: 母ちゃんは防衛隊見習いだゾ)"Người theo dõi đồ chơi" (tiếng Nhật: オモチャのサブスクだゾ) | 16 tháng 12 năm 2023 |
| 1213   | "Đó là cục đá mà tớ muốn nhặt (2015) <chiếu lại>" (tiếng Nhật: ゼッタイに拾いたい石だゾ（2015年）〈再〉)"Xe đạp tạo điện của bố" (tiếng Nhật: 発電父ちゃんだゾ)"Quá trời nhiệt huyết" (tiếng Nhật: あっちこっちであつくるしいゾ) | 23 tháng 12 năm 2023 |

### 2024
| #      | Tên tập phim | Ngày phát sóng gốc   |
| ------ | --- | -------------------- |
| 1214   | "Máy làm bánh Mochi (2011) <chiếu lại>" (tiếng Nhật: おモチつきだゾ（2011年）〈再〉)"Kazama-kun ẩn nấp" (tiếng Nhật: 風間くんをかくまうゾ)"Vị hôn thê của tôi đã đến (Loạt phim về hôn nhân của bác Semasi)" (tiếng Nhật: ≪せましおじさんご結婚シリーズ≫ 婚約者がきたゾ)                                                   | 6 tháng 1 năm 2024   |
| 1215   | "Tớ có một chút sô cô la chất lượng cao (2010) <chiếu lại>" (tiếng Nhật: 高級チョコをもらったゾ（2010年）〈再〉)"Hãy mơ một giấc mơ mà bạn muốn thấy (2013) <chiếu lại>" (tiếng Nhật: 見たい夢を見るゾ（2013年）〈再〉)"Đó là một trinh sát của nhóm Bọ Cạp Đỏ" (tiếng Nhật: 紅さそり隊のスカウトだゾ)                     | 13 tháng 1 năm 2024  |
| 1216   | "Ngày nghỉ bù của bố (2014) <chiếu lại>" (tiếng Nhật: 代休父ちゃんだゾ（2014年）〈再〉)"Em không thể gặp chị" (tiếng Nhật: 会えそうで会えないゾ)"Này, tớ đang gặp khó khăn." (tiếng Nhật: オラ、ハンセーしてるゾ) | 20 tháng 1 năm 2024  |
| 1217   | "Kỳ nghỉ cuối tuần bí mật của cô Ageo (2009) <chiếu lại>" (tiếng Nhật: 上尾先生の秘密の週末だゾ（2009年）〈再〉)"Đi tìm cột băng" (tiếng Nhật: パンツを直すゾ)"Sửa quần cho mẹ" (tiếng Nhật: 霜柱をふみたいゾ) | 27 tháng 1 năm 2024  |
| 1218   | "Bo-chan và chú cá vàng (2012) <chiếu lại>" (tiếng Nhật: 金魚とボーちゃんだゾ（2012年）〈再〉)"Bắt miếng thịt (2016) <chiếu lại>" (tiếng Nhật: お肉をキャッチするゾ（2016年）〈再〉)"Tớ có anh em họ!? (Loạt phim về hôn nhân của bác Semasi)" (tiếng Nhật: ≪せましおじさんご結婚シリーズ≫ オラにいとこができる!?だゾ)     | 3 tháng 2 năm 2024   |
| 1219   | "Cuộc so tài nghệ thuật vào bữa trưa (2014) <chiếu lại>" (tiếng Nhật: ランチでアート対決だゾ（2014年）〈再〉)"Sự hiếu khách từ các bà mẹ" (tiếng Nhật: ママたちのおもてなしだゾ)"Mở khóa két sắt" (tiếng Nhật: 金庫をあけるゾ)                                                                                             | 10 tháng 2 năm 2024  |
| 1220   | "Người trong mộng của Nene xuất hiện (2014) <chiếu lại>" (tiếng Nhật: アイドル先輩が来たゾ（2014年）〈再〉)"Đó là quà lưu niệm của hai ông" (tiếng Nhật: ダブルじいちゃんのお土産だゾ)"Mang theo chai nước" (tiếng Nhật: 水筒をもっていくゾ)                                                                               | 17 tháng 2 năm 2024  |
| 1221   | "Cùng bố làm kệ (2009) <chiếu lại>" (tiếng Nhật: 父ちゃんと棚をつくるゾ（2009年）〈再〉)"Truy lùng thẻ Action Kamen" (tiếng Nhật: カードはダレのもの?だゾ)"Đó là giấc mơ của tớ và mẹ" (tiếng Nhật: オラと母ちゃんの夢だゾ)                                                                                                | 24 tháng 2 năm 2024  |
| 1222   | "Kazama-kun không quên gì cả (2016) <chiếu lại>" (tiếng Nhật: 風間くんは忘れ物しないゾ（2016年）〈再〉)"Tớ sẽ theo dõi anh họ của tớ (Loạt phim về hôn nhân của bác Semasi) (2 phần)" (tiếng Nhật: ≪せましおじさんご結婚シリーズ≫ 兄さまをついせきするゾ（前編・後編）)                                                    | 2 tháng 3 năm 2024   |
| 1223   | "Hội nghị thượng đỉnh của các mẹ (2008) <chiếu lại>" (tiếng Nhật: ママサミットだゾ（2008年）〈再〉)"Quần áo trẻ em tự làm (2009) <chiếu lại>" (tiếng Nhật: 手作りベビー服だゾ（2009年）〈再〉)"Tim của tớ đập thình thịch trên cầu treo" (tiếng Nhật: つり橋でドキドキだゾ)                                                | 9 tháng 3 năm 2024   |
| 1224   | "Buổi ký tặng tại hiệu sách (2015) <chiếu lại>" (tiếng Nhật: 本屋さんでサイン会だゾ（2015年）〈再〉)"Thú nhồi bông trốn tìm" (tiếng Nhật: ぬいぐるみかくれんぼだゾ)"Shin không thể nói dối" (tiếng Nhật: オラはウソつかないゾ)                                                                                             | 16 tháng 3 năm 2024  |
| 1225   | "Shin thực sự muốn ăn parfait (2017) <chiếu lại>" (tiếng Nhật: どうしてもパフェが食べたいゾ（2017年）〈再〉)"Mình muốn xem mà không muốn thấy (2016) <chiếu lại>" (tiếng Nhật: 見たいのに見られないゾ（2016年）〈再〉)"Đó là một tin nhắn bí ẩn" (tiếng Nhật: ナゾのメッセージだゾ)                                        | 23 tháng 3 năm 2024  |
| 1226   | "Nha sĩ đáng sợ (2016) <chiếu lại>" (tiếng Nhật: こわ～い歯医者さんだゾ（2016年）〈再〉)"Cất cánh đi, Chim ưng Kasukabe!" (tiếng Nhật: 発進!カスカベホークだゾ)"Che giấu khỏi dì Musae" (tiếng Nhật: むさえちゃんにはナイショだゾ)                                                                                         | 30 tháng 3 năm 2024  |
| 1227   | "Hoàng tử Bạch Tuyết (2012) <chiếu lại>" (tiếng Nhật: シロ王子だゾ（2012年）〈再〉)"Ai sẽ đi dạo cùng Bạch Tuyết? (2019) <chiếu lại>" (tiếng Nhật: シロの散歩は誰が行く?だゾ（2019年）〈再〉)"Bạch Tuyết đã biến thành chiếc quần" (tiếng Nhật: シロがパンツになっちゃったゾ)                                              | 6 tháng 4 năm 2024   |
| 1228   | "Đó là một trận đấu bowling (2013) <chiếu lại>" (tiếng Nhật: ボウリング対決だゾ（2013年）〈再〉)"Ngắm hoa anh đào cùng cô Susan" (tiếng Nhật: スーザンとお花見だゾ)"Trốn tìm cùng bác Semasi (Loạt phim về hôn nhân của bác Semasi)" (tiếng Nhật: ≪せましおじさんご結婚シリーズ≫ せまちゃんとかくれんぼだゾ)               | 13 tháng 4 năm 2024  |
| 1229   | "Nene-chan đang suy sụp (2013) <chiếu lại>" (tiếng Nhật: ネネちゃんがスランプだゾ（2013年）〈再〉)"Giới hạn của sếp" (tiếng Nhật: 部長さんがもれそうだゾ)"Ngày Shin đặc biệt" (tiếng Nhật: プレミアムしんちゃんデーだゾ)                                                                                                   | 20 tháng 4 năm 2024  |
| 1230   | "Sắp xếp bằng cách di chuyển (2014) <chiếu lại>" (tiếng Nhật: 引越しで仕分けるゾ（2014年）〈再〉)"Tớ muốn mẹ mua đồ chơi bằng một cách nào đó" (tiếng Nhật: そこをなんとか買ってほしいゾ)"Đừng đánh thức Himawari" (tiếng Nhật: ひまわりを起こすなだゾ)                                                                    | 27 tháng 4 năm 2024  |
| 1231   | "Chụp ảnh gia đình (2017) <chiếu lại>" (tiếng Nhật: 家族写真を撮ってもらうゾ（2017年）〈再〉)"Đó là người dự báo thời tiết (2014) <chiếu lại>" (tiếng Nhật: お天気お兄さんだゾ（2014年）〈再〉)"Game đi bộ Action Kamen" (tiếng Nhật: アクションウォーカーみさえだゾ)                                                      | 4 tháng 5 năm 2024   |
| 1232   | "Giấc mơ thực sự của Masao-kun (2016) <chiếu lại>" (tiếng Nhật: マサオくんの正夢だゾ（2016年）〈再〉)"Trở thành một người cha ở Akita (Loạt phim về hôn nhân của bác Semasi) (Phần 1+2)" (tiếng Nhật: ≪せましおじさんご結婚シリーズ≫ 秋田で父になるゾ （前編・後編）)                                                      | 11 tháng 5 năm 2024  |
| 1233   | "Đó là một chú lợn con (2014) <chiếu lại>" (tiếng Nhật: まいごのコブタだゾ（2014年）〈再〉)"Thưởng thức lẩu sukiyaki (2017) <chiếu lại>" (tiếng Nhật: すき焼きをゲットだゾ（2017年）〈再〉)"Đó là PreCure" (tiếng Nhật: オラ、プリキュアだゾ)                                                                              | 18 tháng 5 năm 2024  |
| 1234   | "Tia cực tím thật đáng sợ (2013) <chiếu lại>" (tiếng Nhật: シガイセンはこわいゾ（2013年）〈再〉)"Thật tuyệt khi vợ chồng cãi nhau" (tiếng Nhật: 夫婦ゲンカでおいしいゾ)"Mẹ tớ đang ngủ" (tiếng Nhật: 母ちゃんが寝てるゾ)                                                                                                   | 25 tháng 5 năm 2024  |
| 1235   | "Đám cưới của bác Semasi (Loạt phim về hôn nhân của bác Semasi) (Phần 1+2)" (tiếng Nhật: ≪せましおじさんご結婚シリーズ≫ せましおじさんの結婚式だゾ（前編・後編）) | 1 tháng 6 năm 2024   |
| 1236   | "Đi đón bố (2017) <chiếu lại>" (tiếng Nhật: 父ちゃんをむかえにいくゾ〈2017年〉〈再〉)"Đuổi theo Himawari! (2019) <chiếu lại>" (tiếng Nhật: ひまわりを追え!だゾ〈2019年〉〈再〉)"Đại Chiến Freestyle Rapper Thành Phố Kasukabe #7" (tiếng Nhật: フリースタイルしんちゃん カスカベのラッパー#7)                              | 8 tháng 6 năm 2024   |
| 1237   | "Câu chuyện mua đồ bơi (2014) <chiếu lại>" (tiếng Nhật: 冒険水着を買うゾ（2014年）〈再〉)"Ký sự sau khi đi du lịch về" (tiếng Nhật: 帰ってからが大変だゾ)"Đại Chiến Freestyle Rapper Thành Phố Kasukabe #8" (tiếng Nhật: フリースタイルしんちゃん カスカベのラッパー#8)                                                    | 15 tháng 6 năm 2024  |
| 1238   | "Một cuộc họp cho buổi đi chơi mùa hè (2015) <chiếu lại>" (tiếng Nhật: 夏のおでかけ会議だゾ（2015年）〈再〉)"Hôm nay trời lại mưa (2015) <chiếu lại>" (tiếng Nhật: 春我部は今日も雨だったゾ（2015年）〈再〉)"Đại Chiến Freestyle Rapper Thành Phố Kasukabe #9" (tiếng Nhật: フリースタイルしんちゃん カスカベのラッパー#9) | 22 tháng 6 năm 2024  |
| 1239   | "Trồng nấm shiitake (2019) <chiếu lại>" (tiếng Nhật: シイタケを育てるゾ（2019年）〈再〉)"Căn nhà mới của Bạch Tuyết (2017) <chiếu lại>" (tiếng Nhật: シロのゴーカな家だゾ（2017年）〈再〉)"Đó là tiệm bán hàng không người" (tiếng Nhật: ボーちゃんの無人販売所だゾ)                                                       | 29 tháng 6 năm 2024  |
| 1240   | "Ai-chan và bãi biển (2019) <chiếu lại>" (tiếng Nhật: あいちゃんとビーチだゾ（2019年）〈再〉)"Bạch Tuyết và Robot dọn dẹp" (tiếng Nhật: シロとお掃除ロボットだゾ)"Suy nghĩ về thực đơn" (tiếng Nhật: メニューを考えるゾ)                                                                                                   | 6 tháng 7 năm 2024   |
| 1241   | "Khuôn mặt bí ẩn (2016) <chiếu lại>" (tiếng Nhật: 思い出したいマサオくんだゾ（2016年）〈再〉)"Rửa xe cùng bố (2019) <chiếu lại>" (tiếng Nhật: 父ちゃんと洗車だゾ（2019年）〈再〉)"Vua câu đố" (tiếng Nhật: クイズ出し王だゾ)                                                                                               | 13 tháng 7 năm 2024  |
| 1242   | "Tớ có một công việc bán thời gian tại một ngôi nhà bên bờ biển (2012) <chiếu lại>" (tiếng Nhật: 海の家でアルバイトだゾ（2012年）〈再〉)"Chú Yonro là quái vật" (tiếng Nhật: 四郎さんは怪人だゾ)"Trở thành người mạnh mẽ" (tiếng Nhật: モテる男になるゾ)                                                                   | 20 tháng 7 năm 2024  |
| 1243   | "Trồng đậu Edamame (2016) <chiếu lại>" (tiếng Nhật: 枝豆を育てるゾ（2016年）〈再〉)"Trò chơi nối từ đường phố" (tiếng Nhật: ストリートしりとりだゾ)"Đó là vé dùng thử" (tiếng Nhật: おためし券だゾ) | 27 tháng 7 năm 2024  |
| 1244   | "Chụp ảnh Himawari (2011) <chiếu lại>" (tiếng Nhật: ひまわりを激写だゾ（2011年）〈再〉)"Kỳ nghỉ hè của Kazama-kun (2011) <chiếu lại>" (tiếng Nhật: 風間くんの夏休みだゾ（2011年）〈再〉)"Tớ sẽ là cựu sinh viên thật ngầu" (tiếng Nhật: カッコいいOBになるゾ)                                                              | 3 tháng 8 năm 2024   |
| TĐB 98 | "Shin – Cậu bé bút chì: Đại chiến siêu năng lực ~ Sushi bay ~ (2023) (Đạo diễn: Hitoshi Ōne)" Chuyển ngữ: "Shin Jigen! Crayon Shin-chan The Movie Chōnōryoku Dai Kessen: Tobetobe Temakizushi" (tiếng Nhật: しん次元! クレヨンしんちゃん THE MOVIE 超能力大決戦 〜とべとべ手巻き寿司〜（2023年）（監督：大根仁）)          | 4 tháng 8 năm 2024   |
| 1245   | "Bạch Tuyết và chú chim non (2016) <chiếu lại>" (tiếng Nhật: シロとひな鳥だゾ（2016年）〈再〉)"Gia đình khủng long Nohara" (tiếng Nhật: オラたち恐竜一家だゾ) | 10 tháng 8 năm 2024  |
| 1246   | "Đó là bí mật của bố (2019) <chiếu lại>" (tiếng Nhật: 父ちゃんの隠しごとだゾ（2019年）〈再〉)"Ai sẽ bỏ khăn" (tiếng Nhật: だれがベールをぬぐか!?だゾ)"Shinko-chan quay trở lại" (tiếng Nhật: ばってんしんこちゃんだゾ) | 17 tháng 8 năm 2024  |
| 1247   | "Đường đến ngày hội thể thao (2008) <chiếu lại>" (tiếng Nhật: ロード・トゥ・運動会だゾ（2008年）〈再〉) (tiếng Nhật: アイドルをプロデュースするゾ（2014年）〈再〉) (tiếng Nhật: ダラダラはむずかしいゾ) | 24 tháng 8 năm 2024  |
| 1248   | "Tớ đã nhìn thấy nó! Truyền thuyết đô thị Kasukabe – Gacha gacha biến hình người (2014) <chiếu lại>" (tiếng Nhật: オラは見た!カスカベ都市伝説 ガチャガチャ人間だゾ（2014年）〈再〉)"Ngôi nhà kỳ lạ" (tiếng Nhật: 変な家族だゾ)                                                                                             | 31 tháng 8 năm 2024  |
| 1249   | "Quán cà phê phong cách quản gia (2014) <chiếu lại>" (tiếng Nhật: 執事喫茶だゾ（2014年）〈再〉)"Tớ muốn được khen ngợi" (tiếng Nhật: ホメられたいゾ)"Săn quạt Action Kamen" (tiếng Nhật: うちわもめだゾ) | 7 tháng 9 năm 2024   |
| 1250   | "Tớ muốn thu thập đá nghệ thuật (2018) <chiếu lại>" (tiếng Nhật: お宝をそろえたいゾ（2018年）〈再〉)"Cùng đi ăn mì soba mới (2017) <chiếu lại>" (tiếng Nhật: 新そばをたべに行くゾ（2017年）〈再〉)"Câu chuyện đáng sợ của Masao-kun" (tiếng Nhật: マサオくんのこわ～い話だゾ)                                              | 14 tháng 9 năm 2024  |
| 1251   | "Con tem phụ giúp việc nhà" (tiếng Nhật: お手伝いスタンプだゾ)"Tớ tặng mẹ một chiếc trâm cài thủ công (2016) <chiếu lại" (tiếng Nhật: 手作りブローチをあげるゾ（2016年）〈再〉)"Tớ muốn xem pháo hoa" (tiếng Nhật: 花火が見たいゾ)                                                                                         | 21 tháng 9 năm 2024  |
| 1252   | "Cô Yoshinaga bị sa thải!? (2016) <chiếu lại>" (tiếng Nhật: よしなが先生がクビ!?だゾ（2016年）〈再〉)"Shin là một hình mẫu đó" (tiếng Nhật: オラはお手本です!だゾ)"Tớ đã có trải nghiệm sống ở thời kỳ Jomon" (tiếng Nhật: 縄文人を体験するゾ)                                                                             | 28 tháng 9 năm 2024  |
| 1253   | "Gửi Himawari ở nhà trẻ (2009) <chiếu lại>" (tiếng Nhật: ひまわりをあずけるゾ（2009年）〈再〉)"Đào khoai môn (2014) <chiếu lại>" (tiếng Nhật: サトイモ掘りだゾ（2014年）〈再〉)"Bri-Tuber của Kasukabe" (tiếng Nhật: かすかべのブリチューバーだゾ)                                                                         | 5 tháng 10 năm 2024  |
| 1254   | "Hỗ trợ cô Matsuzaka (2016) <chiếu lại>" (tiếng Nhật: まつざか先生を応援するゾ（2016年）〈再〉)"Mua thuốc giúp bác hàng xóm" (tiếng Nhật: おばさんに頼まれたゾ)"Bri-Tuber bị ném đá" (tiếng Nhật: ブリチューバーが炎上したゾ)                                                                                              | 12 tháng 10 năm 2024 |
| 1255   | "Phòng trưng bày nhà Nohara (2009) <chiếu lại>" (tiếng Nhật: ぎゃるり野原だゾ（2009年）〈再〉)"Bố làm Bartender kem đánh răng" (tiếng Nhật: ハミガキ粉BARだゾ)"Đóng giả làm Bri-Tuber" (tiếng Nhật: ブリチューバーごっこだゾ)                                                                                              | 19 tháng 10 năm 2024 |
| 1256   | "Ông nội ở Akita đến thăm (2010) <chiếu lại>" (tiếng Nhật: 秋田のじいちゃんがまた来たゾ（2010年）〈再〉)"Cuộc tỉ thí câu bóng" (tiếng Nhật: ヨーヨー釣り対決だゾ)"Bri-Tuber đáng ngờ" (tiếng Nhật: 疑惑のブリチューバーだゾ)                                                                                               | 26 tháng 10 năm 2024 |
| 1257   | "Máy đếm bước chân ồn ào (2010) <chiếu lại>" (tiếng Nhật: うるさい歩数計だゾ（2010年）〈再〉)"Sự giận dữ của Masao" (tiếng Nhật: オラたち出禁だゾ)"Chụp ảnh đôi mẹ con sao mà khó quá" (tiếng Nhật: 母ちゃんとおそろいだゾ)                                                                                                | 2 tháng 11 năm 2024  |
| 1258   | "Bo-chan bị ám ảnh cưỡng chế (2016) <chiếu lại>" (tiếng Nhật: ボーちゃんはこだわるゾ（2016年）〈再〉)"Tớ sẽ tìm một khoảng trống" (tiếng Nhật: スキマをさがすゾ)"Không thể về nhà một cách dễ dàng" (tiếng Nhật: なかなか帰れないゾ)                                                                                       | 9 tháng 11 năm 2024  |
| 1259   | "Kế hoạch giải cứu Ai-chan (2011) <chiếu lại>" (tiếng Nhật: 自由なあいちゃんだゾ（2011年）〈再〉)"Shin là anh hùng tiếp tế" (tiếng Nhật: 補充レンジャーだゾ)"Sẽ bán thật nhiều đồ cho cô Yoshinaga" (tiếng Nhật: よしなが先生に売りまくるゾ)                                                                               | 16 tháng 11 năm 2024 |
| 1260   | "Buổi đi mua sắm khó khăn (2020) <chiếu lại>" (tiếng Nhật: ハードなお買い物だゾ（2020年）〈再〉)"Mua đồ lót mới (2018) <chiếu lại>" (tiếng Nhật: おパンツを買いにいくゾ（2018年）〈再〉)"Chữ ký của ai thế?" (tiếng Nhật: サインは誰のもの?だゾ)                                                                           | 23 tháng 11 năm 2024 |
| 1261   | "Đi tìm chị Nanako (2016) <chiếu lại>" (tiếng Nhật: ななこおねいさんを探しに行くゾ（2016年）〈再〉)"Cùng nhau dọn dẹp" (tiếng Nhật: みんなでお片づけだゾ)"Người này là ai ấy nhỉ?" (tiếng Nhật: この人はダレだっけ?だゾ)                                                                                                   | 30 tháng 11 năm 2024 |
| 1262   | "Món đồ chơi của Hima (2008) <chiếu lại>" (tiếng Nhật: ひまのおもちゃだゾ（2008年）〈再〉)"Cô Susan và Kendama" (tiếng Nhật: スーザンとけん玉だゾ)"Một ngày trải nghiệm dịch vụ vệ sĩ Kuroiso" (tiếng Nhật: レンタル黒磯さんだゾ)                                                                                          | 7 tháng 12 năm 2024  |
| 1263   | "Cùng kể 3 điều tuyệt vời trong năm qua (2010) <chiếu lại>" (tiếng Nhật: 勝手にランキングだゾ（2010年）〈再〉)"Tớ sẽ lấy chứng chỉ đấy" (tiếng Nhật: シカクをとるゾ)"Bố đúng là không đủ tư cách rồi đấy" (tiếng Nhật: 父ちゃん失格だゾ)                                                                                   | 14 tháng 12 năm 2024 |
| 1264   | "Chơi cùng bố vào một ngày lạnh giá (2018) <chiếu lại>" (tiếng Nhật: 寒い日は父ちゃんと遊ぶ?だゾ（2018年）〈再〉)"Chúng tớ sẽ tổ chức một buổi trình diễn thời trang đấy" (tiếng Nhật: ファッションショーをやるゾ) (tiếng Nhật: ぶりぶりざえもんの冒険 お宝コンプリート編)                                                 | 21 tháng 12 năm 2024 |

### 2025
| #                    | Tên tập phim | Ngày phát sóng gốc  |
| -------------------- | --- | ------------------- |
| 1265                 | "Bó hoa của Masao-kun... (2012) <chiếu lại>" (tiếng Nhật: マサオくんに花を…だゾ（2012年）〈再〉)"Cùng tìm chú chó của Cheetah" (tiếng Nhật: チーターの犬をさがすゾ)"Mẹ tớ là một người dì" (tiếng Nhật: 母ちゃんはおばちゃんだゾ)                                                  | 4 tháng 1 năm 2025  |
| 1266                 | "Cùng làm bánh mochi với chị Nanako (2018) <chiếu lại>" (tiếng Nhật: ななこおねいさんとおもちつきだゾ（2018年）〈再〉)"Cô Ageo đang vô cùng hoảng loạn" (tiếng Nhật: 上尾先生大パニックだゾ)"Phân vân về món bánh xèo Okonomiyaki" (tiếng Nhật: お好み焼きで悩んじゃうゾ)          | 11 tháng 1 năm 2025 |
| 1267                 | "Đau đầu vì tìm bài hát (2008) <chiếu lại>" (tiếng Nhật: お歌でお悩みだゾ（2008年）〈再〉)"Quyết định bằng cách bỏ phiếu" (tiếng Nhật: 投票で決めるゾ)"Đây là nhà hàng câu cá đấy" (tiếng Nhật: 釣り堀レストランだゾ)                                                              | 18 tháng 1 năm 2025 |
| 1268                 | "Tớ rất ngưỡng mộ đội Bọ Cạp Đỏ đấy" (tiếng Nhật: 紅さそり隊にあこがれるゾ)"Tớ đã nhìn thấy mặt trái rồi đấy!" (tiếng Nhật: うらがわを見たゾ)"Giấy ghi chú tiện lợi thật đó" (tiếng Nhật: フセンは便利だゾ)                                                                        | 25 tháng 1 năm 2025 |
| 1269                 | "Mẹ muốn sơn móng tay (2018) <chiếu lại>" (tiếng Nhật: マニキュアを塗りたい母ちゃんだゾ（2018年）〈再〉)"Quả quýt tình yêu (2015) <chiếu lại>" (tiếng Nhật: 愛のみかんだゾ（2015年）〈再〉)"Chơi đùa với Funamori" (tiếng Nhật: フナモリで遊ぶゾ)                                  | 1 tháng 2 năm 2025  |
| 1270                 | "Cùng dọn bồn cầu (2009) <chiếu lại>" (tiếng Nhật: ラップでお掃除だゾ（2009年）〈再〉)"Món cơm chiên của bố" (tiếng Nhật: 父チャーハンだゾ)"Cùng cố gắng nào, Bạch Tuyết" (tiếng Nhật: がんばるシロだゾ)                                                                           | 8 tháng 2 năm 2025  |
| 1271                 | "Đóng giả làm một nhà hàng gia đình (2019) <chiếu lại>" (tiếng Nhật: ファミレスごっこだゾ（2019年）〈再〉)"Cải tạo trường mẫu giáo" (tiếng Nhật: 幼稚園のリフォームだゾ)"Ông nội và dì Musae" (tiếng Nhật: じいちゃんとむさえちゃんだゾ)                                           | 15 tháng 2 năm 2025 |
| 1272                 | "Tiệm giặt tự động thật là tiện lợi (2017) <chiếu lại>" (tiếng Nhật: コインランドリーはらくらくだゾ（2017年）〈再〉)"Một buổi casting mà tớ muốn bị loại" (tiếng Nhật: 落ちたいオーディションだゾ)"Không được phép mang quà biếu đến" (tiếng Nhật: 手みやげ禁止だゾ)               | 22 tháng 2 năm 2025 |
| 1273                 | "Chú êch về rồi đấy (2018) <chiếu lại>" (tiếng Nhật: カエルさん帰るだゾ（2018年）〈再〉)"Đến giờ ăn vặt của các thầy cô rồi" (tiếng Nhật: 先生たちのおやつタイムだゾ)"Tớ sẽ quyết tâm thử sức" (tiếng Nhật: チャレンジするゾ)                                                      | 1 tháng 3 năm 2025  |
| 1274                 | "Trông em vất vả thật đấy (2017) <chiếu lại>" (tiếng Nhật: ベビーシッターは大変だゾ（2017年）〈再〉)"Đi mua máy hút bụi mới (2015) <chiếu lại>" (tiếng Nhật: 掃除機を買うゾ（2015年）〈再〉)"Ngứa lưng quá" (tiếng Nhật: 背中がかゆいゾ)                                           | 8 tháng 3 năm 2025  |
| 1275                 | "Đằng sau lớp áo khoác là... (2010) <chiếu lại>" (tiếng Nhật: コートの下は...だゾ（2010年）〈再〉)"Đến lượt bố dọn dẹp" (tiếng Nhật: 父ちゃんのおかたづけだゾ)"Không cần túi nữa đâu" (tiếng Nhật: ポケットはいらないゾ)                                                           | 15 tháng 3 năm 2025 |
| 1276                 | "Bạch Tuyết và chiếc hộp (2019) <chiếu lại>" (tiếng Nhật: シロと箱だゾ（2019年）〈再〉)"Xây dựng tháp báo đốm" (tiếng Nhật: チータータワーをたてるゾ)"Tớ đi hái dâu tây tình yêu đây" (tiếng Nhật: 愛のいちご狩りだゾ)                                                             | 22 tháng 3 năm 2025 |
| 1277                 | "Buổi ngắm hoa anh đào của đội phòng vệ (2019) <chiếu lại>" (tiếng Nhật: 防衛隊のお花見だゾ（2019年）〈再〉)"Chụp ảnh đẹp cùng đội Bọ Cạp Đỏ" (tiếng Nhật: 紅さそり隊をかっこよく撮るゾ)"Tớ sẽ nấu súp miso" (tiếng Nhật: おみそ汁を作るゾ)                                        | 29 tháng 3 năm 2025 |
| 1278                 | "Mẹ tớ được giao là người tổ chức bữa tiệc (2018) <chiếu lại>" (tiếng Nhật: 幹事をまかされたゾ（2018年）〈再〉)"Chế độ ăn kiêng của Ai-chan (2009) <chiếu lại>" (tiếng Nhật: あいちゃんがダイエットだゾ（2009年）〈再〉)"Trò chơi menko của bố" (tiếng Nhật: 父ちゃんのメンコだゾ) | 5 tháng 4 năm 2025  |
| 1279                 | "Tớ đi săn dấu mộc đây (2018) <chiếu lại>" (tiếng Nhật: スタンプラリーだゾ（2018年）〈再〉)"Không cần ăn nữa đâu!" (tiếng Nhật: もう食べなくていい!だゾ)"Ước mơ trở thành Action Kamen" (tiếng Nhật: 将来の夢はアクション仮面だゾ)                                                 | 12 tháng 4 năm 2025 |
| 1280                 | "Sưu tập tem bánh mì (2018) <chiếu lại>" (tiếng Nhật: パンのシールを集めるゾ（2018年）〈再〉)"Vừa làm gì đó vừa về nhà (2020) <chiếu lại>" (tiếng Nhật: 何かしながら帰るゾ（2020年）〈再〉)"Tớ có mẹ mới rồi đấy" (tiếng Nhật: 新しいママだゾ)                                     | 19 tháng 4 năm 2025 |
| 1281                 | "Cùng đi đào măng (2019) <chiếu lại>" (tiếng Nhật: タケノコをほりほりするゾ（2019年）〈再〉)"Sự cầu kỳ của Bạch Tuyết" (tiếng Nhật: シロのこだわりだゾ)"Kumamon đã đến" (tiếng Nhật: くまモンが来たゾ)                                                                             | 26 tháng 4 năm 2025 |
| 1282                 | "Tớ muốn nhìn thấy khuôn mặt thật của chú Kuroiso (2018) <chiếu lại>" (tiếng Nhật: 黒磯さんの素顔を見たいゾ（2018年）〈再〉)"Tiệm làm tóc mới mở" (tiếng Nhật: おニューな美容室だゾ)"Quái vật khổng lồ Semashi xuất hiện" (tiếng Nhật: 大怪獣せましだゾ)                           | 3 tháng 5 năm 2025  |
| 1283                 | "Bị cảm lạnh thật chán (2018) <chiếu lại>" (tiếng Nhật: カゼをひいてタイクツだゾ（2018年）〈再〉)"Mái tóc mềm mượt của bố (2018) <chiếu lại>" (tiếng Nhật: 父ちゃんのサラサラヘアーだゾ（2018年）〈再〉)"Xin chào, là Shinko-chan đây" (tiếng Nhật: へば、しんこちゃんだゾ)        | 10 tháng 5 năm 2025 |
| 1284                 | "Kazama và Shin bị mắng (2016) <chiếu lại>" (tiếng Nhật: 風間くんと怒られちゃったゾ（2016年）〈再〉)"Mang giày đi phơi" (tiếng Nhật: うわばきを乾かすゾ)"Làm bánh cupcake" (tiếng Nhật: カップケーキを作るゾ)                                                                      | 17 tháng 5 năm 2025 |
| 1285                 | "Câu chuyện tình tay ba trong bóng chày (2020) <chiếu lại>" (tiếng Nhật: 三角関係ベースボールだゾ（2020年）〈再〉)"Nhân viên bán hàng gặp rắc rối" (tiếng Nhật: 悩めるセールスマンだゾ)"Chơi thả diều cùng hai ông" (tiếng Nhật: ダブルじいちゃんの凧あげだゾ)                     | 24 tháng 5 năm 2025 |
| 1286                 | (tiếng Nhật: ふろくを作るゾ（2018年）〈再〉)"Tiếp tục giấc mơ nào (2020) <chiếu lại>" (tiếng Nhật: 夢のつづきを見るゾ（2020年）〈再〉)"Đi tìm ý tưởng cho Brituber" (tiếng Nhật: ブリチューバーのネタ探しだゾ)                                                                     | 31 tháng 5 năm 2025 |
| 1287                 | "Giải tán Biệt đội Phòng vệ Kasukabe (2013) <chiếu lại>" (tiếng Nhật: かすかべ防衛隊の解散だゾ（2013年）〈再〉)"Cả nhà cùng đi chơi Yokohama" (tiếng Nhật: 横浜へおでかけだゾ) | 7 tháng 6 năm 2025  |
| 1288                 | (tiếng Nhật: 野菜を育てるゾ（2018年）〈再〉) (tiếng Nhật: カタツムリレーだゾ) (tiếng Nhật: しかれない父ちゃんだゾ) | 14 tháng 6 năm 2025 |
| 1289                 | (tiếng Nhật: 母ちゃんのお宝を探すゾ（2013年）〈再〉) (tiếng Nhật: 何かが足りないゾ（2019年）〈再〉) (tiếng Nhật: 父ちゃんの読み聞かせだゾ) | 21 tháng 6 năm 2025 |
| 1290                 | (tiếng Nhật: 夏を先取りするゾ（2012年）〈再〉) (tiếng Nhật: あいちゃんの風間くんウォッチングだゾ) (tiếng Nhật: アイスを高くつむゾ) | 28 tháng 6 năm 2025 |
| 1291                 | (tiếng Nhật: 時間にきびしいゾ（2020年）〈再〉) (tiếng Nhật: サラリーマンしんのすけ シロ社長に会うゾ) (tiếng Nhật: 園長先生の絵手紙だゾ) | 5 tháng 7 năm 2025  |
| 1292                 | (tiếng Nhật: くんせいにチャレンジするゾ（2018年）〈再〉) (tiếng Nhật: 押し入れネネちゃんだゾ（2020年）〈再〉) (tiếng Nhật: スマホで支払うゾ) | 12 tháng 7 năm 2025 |
| 1293                 | (tiếng Nhật: タコさんはたくさんだゾ（2010年）〈再〉) (tiếng Nhật: あいちゃんとカップラーメンだゾ) (tiếng Nhật: 真夜中のひまわりだゾ) | 19 tháng 7 năm 2025 |
| 1294                 | (tiếng Nhật: ずぶ濡れの園長先生だゾ（2020年）〈再〉) (tiếng Nhật: ゴージャス刑児登場だゾ) (tiếng Nhật: 母ちゃんのスマホ離れだゾ) | 26 tháng 7 năm 2025 |
| 1295                 | (tiếng Nhật: 父ちゃんの健康診断だゾ（2018年）〈再〉) (tiếng Nhật: 風間くんちは避暑地だゾ（2019年）〈再〉) (tiếng Nhật: ラジオに出るゾ) | 2 tháng 8 năm 2025  |
| TĐB Special Sunday 8 | "Shin – Cậu bé bút chì: Nhật ký khủng long của chúng mình (2024) (Đạo diễn: Shinobu Sasaki)" Chuyển ngữ: "Eiga Crayon Shin-chan: Ora-tachi no Kyōryū Nikki" (tiếng Nhật: クレヨンしんちゃん オラたちの恐竜日記（2024年）（監督：佐々木忍）)                                        | 3 tháng 8 năm 2025  |

Đây là một danh sách chưa hoàn chỉnh. Bạn có thể giúp Wikipedia .